# Nikola Obreschkow
Nikola Dimitrow Obreschkow, häufig Obrechkoff zitiert, (bulgarisch Никола Димитров Обрешков, * 6. März 1896 in Warna; † 11. August 1963 ebenda) war ein bulgarischer Mathematiker.

## Leben
Obreschkow studierte Mathematik und Physik in Sofia. In den Jahren 1922/23 vertiefte er seine Studien in Berlin. Er wurde 1932 an der Universität Palermo promoviert mit einer Arbeit über Borel-Summabilität und nochmals ein Jahr später 1933 an der Sorbonne mit einer Dissertation über divergente Reihen, die in der Zeitschrift Acta Mathematica veröffentlicht wurde. Ab 1920 lehrte er an der Universität Sofia, wo er 1925 außerordentlicher und 1928 ordentlicher Professor wurde. Von 1928 bis zu seinem Tod stand er an der Universität der Abteilung Algebra vor. Von 1951 bis 1963 war er Direktor des Mathematischen Institutes der Bulgarischen Akademie der Wissenschaften, deren Mitglied er auch seit 1945 war.
In seinen wissenschaftlichen Arbeiten befasste er sich mit der Höheren Algebra, der Zahlentheorie, der Wahrscheinlichkeitstheorie und der Theorie der divergenten Reihen sowie mit numerischen Methoden. Er galt als Meister der klassischen Analysis und befasste sich besonders mit Summabilität divergenter Reihen und Verteilung der Nullstellen von Polynomen. Insbesondere verallgemeinerte er die Vorzeichenregel von Descartes auf komplexe Wurzeln.
Auf den Internationalen Mathematikkongressen 1928 in Bologna (Sur la sommation de la série de Taylor sur le contour du domaine de sommabilité par les diverses méthodes) und 1936 in Oslo (Sur les fonctions meromorphes limites de fonctions rationelles) hielt er jeweils Vorträge. Er war Gastprofessor an den Universitäten von Hamburg, Berlin, Genf, Rom, Palermo, Leipzig und Dresden.
Er wurde mit dem Orden Georgi Dimitrow und dem Dimitroffpreis ausgezeichnet. In Burgas ist das naturwissenschaftlich-mathematische Gymnasium Akademik Nikola Obreschkow nach ihm benannt.

## Schriften
- N. Obrechkoff:  Verteilung und Berechnung der Nullstellen Reeller Polynome, VEB Deutscher Verlag der Wissenschaften, Berlin, 1963